# Чёрная (приток Красной)
Чёрная (устар. Кемеровка; пол. Czarna — Чарна) — река в России и Польше. Исток реки находится на территории Варминьско-Мазурского воеводства в Польше, а нижнее течение на территории Нестеровского района Калининградской области. Устье реки расположено на 56 км по левому берегу реки Красной. Длина реки — 25 км, площадь водосборного бассейна — 137 км².

## Данные водного реестра
По данным государственного водного реестра России относится к Балтийскому бассейновому округу, водохозяйственный участок реки — Преголя. Относится к речному бассейну реки Неман и рекам бассейна Балтийского моря (российская часть в Калининградской области).
Код объекта в государственном водном реестре — 01010000212104300010176.